# セルフビレイコード
セルフビレイコード（英: self belay cord）は、登山で岩場などで自己確保するための登山用具の一種。両端にカラビナを通すループがあるロープで、岩登りや危険な場所を通過する時や、危険な場所に一時停滞する時に、バランスを崩して落下の防止をして身体を支える道具。別名はランヤード。

## 概要
セルフビレイコードは、アイスクライミング、沢登り、ロッククライミング、ボルダリングでは、懸垂下降ポイント・終了点などで「セルフビレイ」をして墜落を防止するために取り付ける命綱として使用されてきた。
電線張替工事作業が高所作業車バケットへ搭乗して行われる前までは、電気工事士はセルフビレイコードを使って身の安全を図り、電柱の昇柱や電柱上の作業をしており歴史は古い。

## スーリング素材の歴史
セルフビレイコードは、スーリングを使って作られる。なお、スーリングの材質は、墜落した時の衝撃を軽減することができるより安全なものに変化してきている。
- 最初に出てきたナイロン製スーリングは、岩角に弱い。水濡れに弱い。
- 次にでてきたダイニーマ製スーリングは、ロープとの擦れに弱くて、結び目衝撃に弱くて、切断する危険性が高い。
- 両者を合わせたハイブリッドなテックウエーブ製スーリングは、縫製技術の進化で出てきたものである。
- セルフビレイコードは、伸びることによって身体に掛かる衝撃を和らげる登山ロープ製セルフビレイコードが、適している。クライミングロープは水濡れにも強く、岩角でも切断しない。
- 最近では、扱いやすいリング型メトリウス ダイナミックPASもある。

## 転落による人体への影響
人間は14 kN（ニュートン）の一撃の衝撃を受けると即死する。2メートル40センチ落下で、20 kNの衝撃をうける。一方、すぐに手当のできない山の中だと、市街地と違って、1メートル20センチの落下による衝撃で内臓破裂、骨盤骨折という致命的打撃を負う。最新技術の延びるタイプのラインアドシステムを使用すると、6 kNに抑えることができると言われている。外径11ミリメートル 3ッ打ちロープを使用して85キログラムの土嚢で落下実験では、2メートルで6 kNの衝撃に軽減する。

## 転落事故と教訓

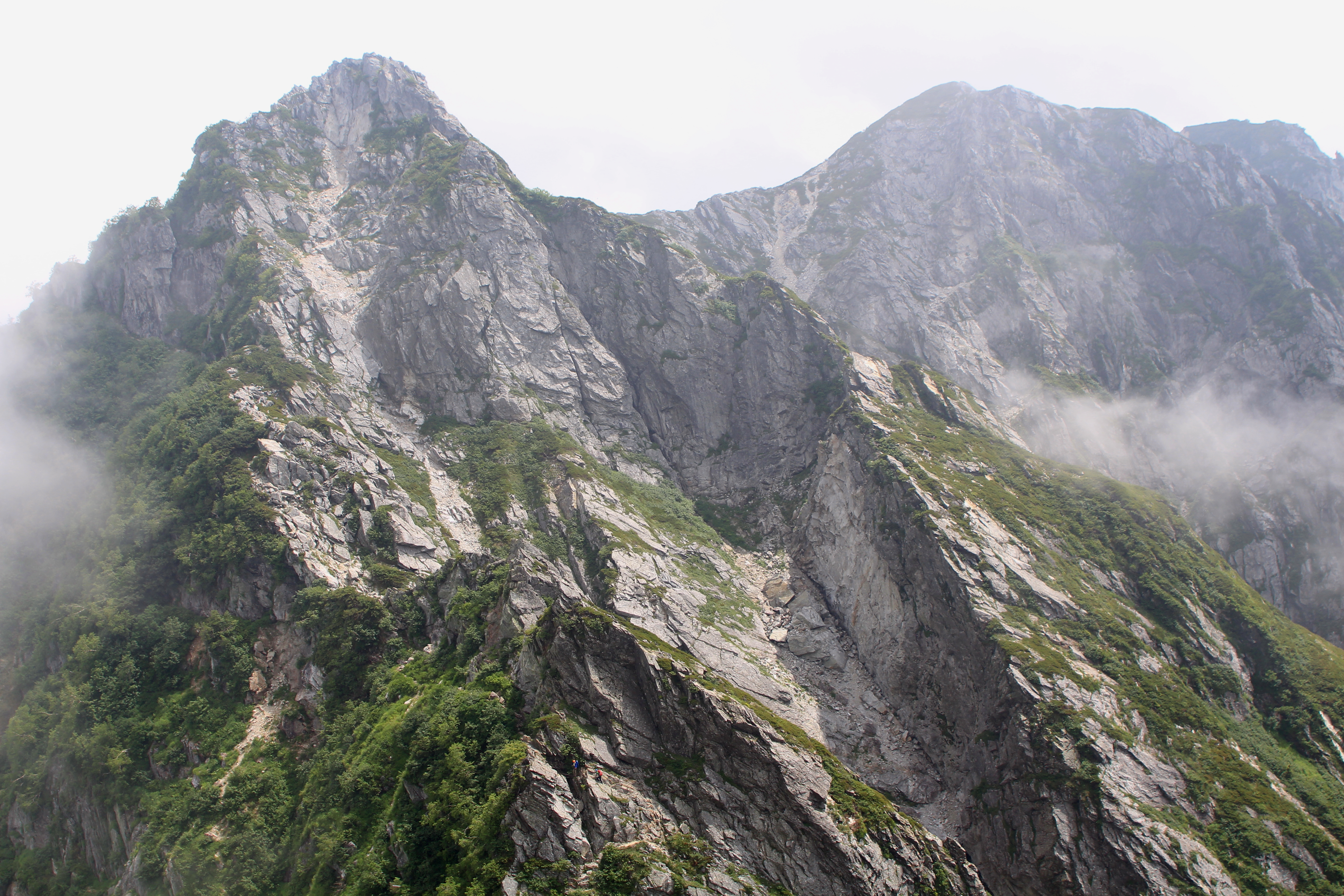
難路とされている不帰嶮のⅠ峰からⅡ峰北峰に向かう険しい岩稜部

北アルプス連峰には、不帰キレット・唐松岳 - 五竜岳にある「牛首の鎖場」といた危険個所を通過する後立山連峰、および馬の背・ロバの耳・ジャンダルムなどの難所がある奥穂高岳が所在する。
こうした北アルプス連峰をかかえる長野県の2022年度（令和4年度）の山岳遭難発生状況では、転落・滑落事故が27%、40歳以上の中高年が83%を占めている。
この岩場で滑落事故が後を絶たない。残雪期や雨風などの天候状況によって、岩稜やクサリ場・はしご場の危険度は大きく変化し、雨後も危険度は増す。

## クサリ場やはしごの通過の方法
•  クサリ場（はしご）には、カニの横ばいと  •  登り降りの2ケースある。
 •  簡易ハーネスの結び方
強度の優れた登山用品専門店で販売されているクライミング用品メーカー製の120 cmと60  cmのスリングを合わせて2本に、安全環付きカラビナ2個を使用して「シットハーネス」か「チェストハーネス」の2種類の結び方で作る。

## 切り立った断崖の通過の方法
カラビナスルー
予めリーダーが固定したロープにカラビナを引っ掛けて崩壊地等の危険箇所をトラバースする方法である。
コンテニアス
2人の体をザイルで結び合って前後に並んで歩く方法である。登山道から転落事故の絶えない中高年登山者を案内する山岳ガイドのとる安全確保の方法でもある。
プルージック
リーダーが予めロープを確保支点固定した後で、短スリングをプルージックで巻き付けて、反対端をハーネスに固定して、プルージックの結び目を手で押して上方へ、上方へとズラシながら登っていく方法である。
イタリアンヒッチ
リーダーが、予めロープを確保支点に固定した後で、固定カラビナを使って懸垂下降する方法である。
ごぼう抜き
ゆるい傾斜地ならリーダーが、予めロープを確保支点に固定した後で、両手でロープに掴まって下降する方法と肩絡みの懸垂下降がある。

## 落下を防ぐロープ使いの常識
すっぽ抜け防止のため末端には結びを入れたり、二本のロープをオーバハンドノットで結ぶ必要がある。また、崖を下る際にロープの末端が、地面に届いていない時に遭難しないために、威力を発揮する二つの技術がある。
登り折り返し技術とフリクションヒッチである。
フリクションヒッチとは、ロープに付けていたセルフビレイコードが、抜けると転落するために、外径7ミリメートル、長さ150センチメートルのロープスリングで、フリクションヒッチでロープに4巻きすることである。

## 「3分の1システム」
危険な登山路でロープを使用する者は、常に転落・宙吊りと隣り合わせである。救助要請することもあれば、登り折り返し技術を使って自分で脱出することもある。万一を考えて、携行する130グラム足らずの備品がある。これがあれば、体重60キログラムの人でも、20キログラムの力で引き上げることができる。
- マイクロ トラクション（セルフ・ジャミング・プーリー）質量85グラム
- アッセンダ（タイプロポック）質量39グラム
- セルフビレイコードとカラビナ[9][10]